# Gezinsplanning

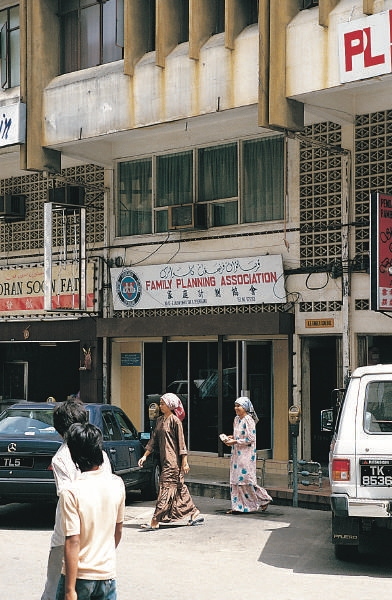
Een gezinsplanningscentrum in Maleisië in 2005

Gezinsplanning of geboorteregeling is de vrijwillige beïnvloeding van het voortplantingsleven met betrekking tot het aantal geboorten.